# Sergei Olegowitsch Bida
Sergei Olegowitsch Bida (russisch Сергей Олегович Бида; * 13. Februar 1993 in Moskau) ist ein russischer Degenfechter.

## Erfolge
Sergei Bida gab im März 2011 beim Weltcup in Tallinn sein internationales Debüt. Mit der russischen Mannschaft gewann er 2014 in Straßburg mit Bronze seine erste internationale Medaille. Die Europameisterschaften 2017 in Tiflis, 2018 in Novi Sad und 2019 in Düsseldorf beendete Bida im Mannschaftswettbewerb auf dem ersten Platz und wurde jeweils Europameister. Dazwischen sicherte er sich 2015 bei den Europaspielen in Baku mit der Mannschaft die Silbermedaille. Bei der Universiade 2017 in Taipeh gewann er jeweils im Einzel und mit der Mannschaft Gold. In der Mannschaftskonkurrenz belegte Bida bei den Weltmeisterschaften 2018 in Wuxi den dritten Platz. Ein Jahr darauf in Budapest wurde er im Einzel Vizeweltmeister.
Bei den 2021 ausgetragenen Olympischen Spielen 2020 in Tokio ging Bida in zwei Wettbewerben an den Start. Im Einzelwettbewerb schied er nach zwei Siegen zu Beginn im Viertelfinale gegen den späteren Olympiasieger Romain Cannone aus Frankreich mit 12:15 aus. In der Mannschaftskonkurrenz bildete Bida mit Nikita Glaskow, Sergei Chodos und Pawel Suchow ein Team. Nach einem 45:34-Erfolg gegen Italien und einem 45:38-Sieg gegen die chinesische Équipe trafen die Russen im Duell um den Olympiasieg auf die japanische Mannschaft. Mit 36:45 waren sie dieser unterlegen und erhielten damit die Silbermedaille.
Bida ist verheiratet und hat eine Tochter (* 2017).